# Campeonato Curdistanês de Futebol de 2019-20
A Kurdistan Premier League 2019-20 foi a 14ª edição oficial da principal divisão do Campeonato Curdistanês de Futebol. Foi organizada pela Associação de Futebol do Curdistão Iraquiano.
O campeonato iniciou-se em novembro de 2019, com a participação de 13 dos 14 times inscritos. No entanto, em 6 de março de 2020 foi interrompido após sua 17ª rodada devido à Pandemia de COVID-19 no Iraque. 
Após meses de interrupção, a Associação do Curdistão anunciou em 27 de setembro de 2020 que o campeonato não teria continuidade, sendo finalizado oficialmente sem nenhum vencedor. As 13 equipes participantes classificaram-se para a temporada seguinte, assim como Ararat Sport Club, que havera desistido da competição e fora rebaixado.

## Sistema de Disputa
Os times jogam todos entre si em turno e returno. A equipe campeã é aquela que somar mais pontos nas partidas. Ao final do torneio, as duas piores equipes do campeonato são rebaixadas para a Divisão 1, que é o segundo nível do campeonato curdistanês.

### Clubes participantes
| Clube                          | Cidade       | Província  | Melhor resultado                              |
| ------------------------------ | ------------ | ---------- | --------------------------------------------- |
| Ararat Sport Club (X)          | Erbil        | Erbil      | 3º colocado (2012-13)                         |
| Brayati Sport Club             | Erbil        | Erbil      | Vice-campeão (2018)                           |
| Darbandikhan Sports Club       | Darbandikhan | Suleimânia | sem informação                                |
| Dohuk Sports Club              | Dohuk        | Dohuk      | Campeão (2006-07, 2007-08 e 2008-09)          |
| Erbil SC                       | Erbil        | Erbil      | Campeão (2009-10, 2011-12, 2015-16 e 2018-19) |
| Handren Sport Club             | Erbil        | Erbil      | Campeão (2010-11)                             |
| Hawler Peshmarga Club          | Erbil        | Erbil      | Campeão (2016-17)                             |
| Newroz Sports Club             | Suleimânia   | Suleimânia | sem informação                                |
| Sherwana Football Club         | Suleimânia   | Suleimânia | sem informação                                |
| Sirwani Nwe Sports Club        | Erbil        | Erbil      | sem informação                                |
| Soran Sport Club               | Soran        | Erbil      | sem informação                                |
| Sulaymani Peshmarga Sport Club | Suleimânia   | Suleimânia | Vice-campeão (2007-08 e 2009-10)              |
| Zakho Sport Club               | Zakho        | Dohuk      | sem informação                                |
| Zeravani SC (C)                | Dohuk        | Dohuk      | Campeão (2012-13, 2013-14, 2014-15 e 2018)    |

## Classificação
Posições após a realização da 17ª rodada, quando o campeonato foi paralisado e, posteriormente, cancelado.
| #  | Equipa              | J  | V | E | D | GP | GC | SG  | Pts | Classificação |
| -- | ------------------- | -- | - | - | - | -- | -- | --- | --- | ------------- |
| 1  | Newroz              | 15 | 7 | 5 | 3 | 23 | 12 | +11 | 26  | Salvos        |
| 2  | Brayati             | 16 | 6 | 8 | 2 | 15 | 10 | +5  | 26  | Salvos        |
| 3  | Hawler Peshmarga    | 15 | 7 | 5 | 3 | 16 | 13 | +3  | 26  | Salvos        |
| 4  | Sirwani             | 16 | 6 | 7 | 3 | 17 | 13 | +4  | 25  | Salvos        |
| 5  | Erbil SC            | 16 | 6 | 6 | 4 | 20 | 21 | −1  | 24  | Salvos        |
| 6  | Zeravani SC         | 15 | 6 | 5 | 4 | 15 | 12 | +3  | 23  | Salvos        |
| 7  | Dohuk               | 16 | 5 | 7 | 4 | 18 | 17 | +1  | 22  | Salvos        |
| 8  | Zakho               | 15 | 4 | 6 | 5 | 10 | 11 | −1  | 18  | Salvos        |
| 9  | Sulaymani Peshmarga | 16 | 4 | 5 | 7 | 13 | 17 | −4  | 17  | Salvos        |
| 10 | Handren             | 16 | 3 | 7 | 6 | 13 | 15 | −2  | 16  | Salvos        |
| 11 | Soran               | 16 | 4 | 4 | 8 | 13 | 16 | −3  | 16  | Salvos        |
| 12 | Sherwana            | 16 | 3 | 6 | 7 | 10 | 21 | −11 | 15  | Salvos        |
| 13 | Darbandikhan        | 16 | 2 | 7 | 7 | 13 | 18 | −5  | 13  | Salvos        |

Última atualização em 26 de dezembro de 2020
Fonte: KurdistanFA
Regras para classificação: 1º pontos; 2º saldo de gols; 3º gols pró.
(C) = Campeão; (R) = Rebaixado; (P) = Promovido; (O) = Vencedor do play-off; (A) = Classificado para a próxima fase. 
Somente aplicável se a temporada não tiver terminado: 
(Q) = Classificado para a fase do torneio indicada; (TQ) = Classificado para o torneio, mas não para a fase indicada; (DQ) = Desclassificado do torneio.

## Ligações Externas
- Kurdistan FA - Página oficial no Facebook (em curdo)